# Kazimierz Młodszy
Kazimierz (II) Młodszy (ur. ?, zm. najp. w 1280) – XIII-wieczny możny pomorski, kasztelan kołobrzeski, członek rodu Świętoborzyców.
Syn Świętobora Młodszego, po raz pierwszy pojawił się w dokumentach kołbackich – najpierw w falsyfikacie z 1242 roku, później jako testator dokumentu Barnima I z 1244 roku. W latach 1262–1276 sprawował urząd kasztelana kołobrzeskiego; w okresie tym wystąpił 24 razy jako świadek przy czynnościach prawnych Warcisława III, Barnima I i biskupa kamieńskiego Hermanna. W 1274 roku zrzekł się wszelkich dóbr rodowych w ziemi kołbackiej. Po raz ostatni pojawił się w dokumencie opatrzonym datą 6 lipca 1277 roku.
Według E. Rymara – Kazimierz zmarł najpóźniej w 1280 roku, podczas lub po powrocie z pielgrzymki do Ziemi Świętej. Przed udaniem się na wyprawę nadał opactwu cystersów w Bukowie – wieś Parsęcko. Nadanie to potwierdziła w dokumencie z 23 marca 1281 roku wdowa po Kazimierzu, Mirosława, przy współudziale kolejnego męża – rycerza Jana Romele.